# Кипу
Кипу је писмо помоћу чворова (узлова). Реч khipu на кечуанском језику има значење чвора. 
Народи старих цивилизација су узимали велику и дебелу ужад на коју су потом везивали чворове. Често су на ту исту ужад или штапове везивали велики број мањих ужади различитих боја и величина. Значење ових чворова зависило је од боје: црни су представљали смрт, бели - сребро и мир, црвени - рат, жути - злато, зелени - хлеб и жито, док су необојени чворови представљали бројеве: једноструки - десетице, двоструки - стотине, троструки - хиљаде. За значење је такође била битна и раздаљина између чворова. 

## Историјат
Житељи Анда су користили андско писмо које заправо и није било писмо. Састојало се од везивања чворова на разнобојним гајтанима, које су звали кипу. Сваки кипу састојао се од вунених и памучних гајтана различитих боја. На сваком гајтану везивано је, на разним местима, неколико чворова. Један кипу могле су да чине десетине гајтана с хиљадама чворова. Комбиновањем разих чворова на гајтанима разних боја могле су да се забележе велике количине математичких податакам на пример о прикупљању пореза или поседовању имовине. Стотинама, можда чак и хиљадама година, кипуи су били незамењиво средство у вођењу послова андских градова, краљевстава и царстава. Свој пуни потенцијал достигли су у царству Инка. Инке су владале над десет до дванаест милиона људи на територијама данашњег Перуа, Еквадора, Боливије и деловима Чилеа, Аргентине и Колумбије. Захваљујући кипуима Инке су могле да чувају и обрађују велике количине података без којих не би могли да одржавају сложену администрацију коју захтева толики број људи и територија. Инке су ово писмо највише користиле и довеле га до савршенства. У највећем броју пронађени су у гробовима Инка. Свештеници владајуће касте су најчешће користили ово писмо и то у магичне сврхе. Перуанци су, са друге стране, кипуима писали дужину владања појединих владара и поред тога навели њихове особине, одлике њихових владавина и законе и управне акте које су донели. Кинези су пре пиктографског писма користили кипуе за вођење трговачких рачуна и објављивање закона. Лао Це, кинески мудрац из VI в.п.н.е., наводи такође сличне податке. Према неким историчарима ово писмо се најпре јавило у Америци па је потом одатле пренесено у Африку и Азију, док хрватски историчар и књижевник Звонимир Кулунџић сматра да се самостално јавило у различитим крајевима света.
Херодот у свом делу такође наводи податке о постојању кипуа у Европи.
Гарсиласно де ла Вега, шпански историчар, је истраживао ово писмо и дао одређене теорије о њему у свом делу Comentarios Reales. Према њему конопци различитих боја представљају 24 слова абецеде, али наука одбацује ову његову теорију. 
Јохан Јакоб вон Тачуди је написао дело Перу и у њему дао следећу дефиницију кипуа: „Кипуи се састоји од основног ужета, за које су привезане различите гране. Прва грана означава редовно волове, друга краве, које се, деле на краве музаре и оне које се не музу. На следећој грани се налазе телад, распоређена према врсти, затим овце у неколико разних подела, па број убијених лисица, количина употребљене соли и, напослетку, бременита стока.” Кипуима се у Перуу, поред тога, водила државна статистика и управљала држава. 

### Шпански освајачи Јужне Америке
Тачност кипуа су препознали и шпански освајачи Јужне Америке. Користили су их у владавини новим царством. Ипак, освајачи нису знали како тачно да користе кипуе у односу на домороце који су били професионалци у том послу. Шпански освајачи су схватили да их то ставља у подређени положај у односу на поробљене становнике, па су избацили кипу из употребе, а убацили књиге које су у потпуности биле вођене на латиничном писму.

## Данашња употреба
Кипуи се и данас користе у неким номадским племенима, углавном су то перуанска племена, афричка племена и Индијанци. У афричким племенима су коришћени као календари и хронике, док су се на острвима Маркезас користили за слање новости. 
Џејмс Џорџ Фрејзер у делу Златна грана пише о употреби кипуа од стране мексичких Индијанаца - Хвичолаца. Хвичолци су једном годишње одлазили у потрагу за одређеном врстом кактуса која се сматрала светом. У том периоду жене су се скупљале око ватре и наводно богу ватре побројавале мушкарце са којима су водиле љубав. Том приликом, да не би заборавиле бројку, су спремале конопац са онолико чворова, колико су имале љубавника. Након овог ритуала бацале су те конопце у ватру. 
Индијанци Мискити су такође имали сличан обичај у Никарагви. Мушкарци су правили конопац са онолико чворова, колико дана ће провести на путу и тај конопац остављали женама. Одсецањем једног чвора сваког јутра жена је ишчекивала повратак мужа. Дакле, данас се користе првенствено у ритуалима.
Припадници народа Мао-Це данас користе штапиће око којих су исплетени конопци различитих боја са чворовима различитих величина, повезаних на разне начине. Овај начин писања се корисити и на Тибету.

## Галерија
- Кипу
- Разнобојни вунени гајтани
- Фрагмент кипуа
- Слика кипуа из музеја у Лими, у Перуу